# Alessio Zaccaria
Alessio Zaccaria (* 2. Juni 1955 in Ferrara; † 6. April 2025) war ein italienischer Rechtswissenschaftler und Professor für Zivilrecht an der Universität Verona.

## Leben
Zaccaria studierte Rechtswissenschaften an der Universität Ferrara und absolvierte 1979 die Laurea in Rechtswissenschaften bei Giorgio Cian mit einer Schrift zum Thema der Publizität familiärer Vermögensverhältnisse (pubblicità del regime patrimoniale della famiglia). 1982 wurde er promoviert mit einer Schrift „La prestazione in luogo dell’adempimento“ („Die Leistung anstelle der Erfüllung“). Anschließend war er bis 1990 Ricercatore für Zivilrecht an der Juristischen Fakultät der Universität Ferrara.
Im Jahre 1990 erfolgte der Ruf an die Universität Triest auf den Lehrstuhl für Institutionen des Privatrechts, den Zaccaria zunächst als Extraordinarius und dann 1993 als Ordinarius bekleidete. Bereits 1993 erfolgte die Berufung auf den Lehrstuhl für Zivilrecht an der Juristischen Fakultät der Universität Ferrara.
1995 übernahm er den Lehrstuhl für Institutionen des Zivilrechts an der neuen Juristischen Fakultät der Universität Verona. Von 1996 bis zu seinem akademischen Ruhestand im Jahr 2017 war er dort Inhaber des Lehrstuhls für Zivilrecht. Zugleich fungierte er an dieser Universität seit 1997 als Direktor des Centro per la Ricerca e l’Insegnamento del Diritto Privato Europeo. Ebenfalls von 1997 bis 2011 leitete er als Coordinatore das Dottorato di ricerca internazionale in Diritto privato europeo dei rapporti patrimoniali civili e commerciali der Universitäten Verona, Triest, Teramo und Regensburg, in dessen Rahmen er zugleich als Sprecher des Doppelpromotionsprogramms der Universitäten Verona und Regensburg fungierte. In den Jahren 2003 und 2004 war er Dekan seiner Fakultät.
Für die Periode 2014 bis 2018 wurde Zaccaria von der italienischen Nationalversammlung zum Mitglied des italienischen Richterrats (Consiglio Superiore della Magistratura – CSM) gewählt. Dort leitete er unter anderem die Kommission für internationale Angelegenheiten sowie für den CSM im Rahmen des European Network of Councils for the Judiciary (ENCJ) die Arbeitsgruppe Non-judicial Members in Judicial Governance (2015/16 zusammen mit dem Vertreter Polens) sowie die Arbeitsgruppe Alternative Dispute Resolution and the Judicial Domain (2016/17 zusammen mit dem Vertreter Sloweniens).
Zaccaria war Mitglied der Academie Internationale de Droit Comparé, des European Law Institute und wirkte als Honorarprofessor an der Università Abierta Interamericana in Buenos Aires. Er war Fellow des European Centre of Tort and Insurance Law in Wien und permanenter Visiting Fellow der Forschungsstelle für Verbraucherrecht in Bayreuth (mit jährlichen Gastaufenthalten seit 2011). Gastprofessor war er in Regensburg, East China University of Politics and Law (Shanghai), Universidad Nacional de Lomas de Zamora (Buenos Aires) und als Stipendiat der Ernst von Caemmerer Stiftung in Osnabrück. Er war ferner Mitglied der SISDiC (Società Italiana degli Studiosi del Diritto civile), der deutschen Zivilrechtslehrervereinigung sowie der Società Italiana per la Ricerca nel Diritto Comparato.
Am 6. April 2025 starb Alessio Zaccaria im Alter von 69 Jahren.

## Publizistische Tätigkeiten
Alessio übernahm Aufgaben für verschiedene Zeitschriften, insbesondere für „Le nuove leggi civili commentate“ (seit 1992 als Herausgeber und seit 1997 als Mitglied des Direktoriums), die Zeitschriften „Studium Iuris“ (seit 1995 als verantwortlicher Direktor) und „La Responsabilità Civile“ (als Co-Direktor), die Zeitschrift für das Privatrecht der Europäischen Union – GPR (seit 2003 als Mitglied des Beirats), die Zeitschrift für Europäisches Privatrecht (seit 1995 als korrespondierender Herausgeber), die „Rivista di Diritto Civile“ (als Mitglied des Comitato per la Valutazione Scientifica) sowie des „Anuario de la Facultad de Derecho y Ciencias Políticas de la Universidad Abierta Interamericana“ (als Mitglied des Comitato scientifico).

## Auszeichnungen
Seine viersprachige Monografie (Italienisch, Deutsch, Französisch und Englisch) Mediazione e mandato, per tacer del contratto d’opera (Jenaer Wissenschaftliche Verlagsgesellschaft 2011) wurde 2012 mit dem Premio Eccellenza Scientifica (Preis für wissenschaftliche Exzellenz) der Società Italiana degli Studiosi di Diritto civile (SISDiC) ausgezeichnet.
2015 erhielt er den Humboldt-Forschungspreis der Alexander-von-Humboldt-Stiftung und im Jahr 2019 juristische Ehrendoktorwürden der Universitäten Buenos Aires und Bayreuth.